# Mair z Landshut
Mair z Landshut lub Nicolaus Alexander Mair von Landshut lub Hans Mayr (ur. ok. 1450 w Landshut, zm. ok. 1504/1514 lub 1520.) – anonimowy malarz, rysownik, miedziorytnik i drzeworytnik niemiecki aktywny w latach 1450 - 1504 w Bawarii. 
Jego przydomek został mu nadany na podstawie jego zachowanych do dziś około pięćdziesięciu sygnowanych w większości pracach, w tym 22 rycin i trzech drzeworytów. Jego ostatni znany rysunek datowany jest na rok 1504. W monachijskich archiwach podatkowych, na liście dłużników z 1490 roku widnieje zapis: "Mair, malarz z Freising". Pobyt malarza w tym mieście potwierdza również styl jednego z ołtarzy z monachijskiego kościoła. W 1497 mieszkał w Augsburgu; jego nazwisko wymienione było w "Stadtgerichtsbuch" jako obywatel tego miasta. W latach 1492–1514 był nadwornym malarzem w Landshut. W 1495 roku namalował sceny pasyjne w lunetach katedry w Freising (obecnie w Muzeum Diecezjalnym we Freising). Prawdopodobnie pracował w północnych Włoszech. 
Od strony artystycznej większe znaczenie mają jego grafiki i drzeworyty. Tworzył na nim kolorystyczne efekty i na dziesięć lat przed Lucasem Cranchem Starszym stosował technikę światłocienia na drzeworytach. Jego kolorowe druki były inspiracją dla Albrechta Altdorfera oraz dla późniejszych malarzy szkoły naddunajskiej.